# Jugosłowiańskie odznaczenia

## Federalna Republika Jugosławii(1992–2003)
| Baretka | Nazwa                                                   |
| ------- | ------------------------------------------------------- |
|         | Order Jugosławii                                        |
|         | Order Flagi Jugosłowiańskiej I Klasy                    |
|         | Order Flagi Jugosłowiańskiej II Klasy                   |
|         | Order Flagi Jugosłowiańskiej III Klasy                  |
|         | Order Zasługi Federalnej Republiki Jugosławii I Klasy   |
|         | Order Zasługi Federalnej Republiki Jugosławii II Klasy  |
|         | Order Zasługi Federalnej Republiki Jugosławii III Klasy |
|         | Order Miecza Zwycięskiego                               |
|         | Order Nemanja                                           |
|         | Order Njegoša                                           |
|         | Order Tesli                                             |
|         | Medal Obilića                                           |
|         | Medal Honoru                                            |
|         | Medal Cvijića                                           |
|         | Medal Anioła Białego                                    |
|         | Medal Dobroczynności                                    |
|         | Medal 10-letniej Służby Państwowej                      |
|         | Medal 20-letniej Służby Państwowej                      |
|         | Medal 30-letniej Służby Państwowej                      |
|         | Medal 40-letniej Służby Państwowej                      |
|         | Medal 10-letniej Służby Obrony i Bezpieczeństwa         |
|         | Medal 20-letniej Służby Obrony i Bezpieczeństwa         |
|         | Medal 30-letniej Służby Obrony i Bezpieczeństwa         |
|         | Medal 40-letniej Służby Obrony i Bezpieczeństwa         |
|         | Medal Zasługi Edukacyjnej i Kulturalnej I Klasy         |
|         | Medal Zasługi Edukacyjnej i Kulturalnej II Klasy        |
|         | Medal Zasługi Edukacyjnej i Kulturalnej III Klasy       |
|         | Medal Zasługi Gospodarczej I Klasy                      |
|         | Medal Zasługi Gospodarczej II Klasy                     |
|         | Medal Zasługi Gospodarczej III Klasy                    |
|         | Medal Zasługi Rolniczej I Klasy                         |
|         | Medal Zasługi Rolniczej II Klasy                        |
|         | Medal Zasługi Rolniczej III Klasy                       |
|         | Medal Zasługi Obrony i Bezpieczeństwa                   |
|         | Medal Waleczności Obrony i Bezpieczeństwa               |

## Socjalistyczna Federacyjna Republika Jugosławii(1945–1992)
| Baretka | Nazwa                                                                                 |
| ------- | ------------------------------------------------------------------------------------- |
|         | Order Jugosłowiańskiej Gwiazdy – Wielka Gwiazda                                       |
|         | Order Jugosłowiańskiej Gwiazdy – Gwiazda na Wielkiej Wstędze                          |
|         | Order Jugosłowiańskiej Gwiazdy – Gwiazda ze Złotym Wieńcem                            |
|         | Order Jugosłowiańskiej Gwiazdy – Gwiazda na Wstędze                                   |
|         | Order Wolności 1945                                                                   |
|         | Order Bohatera Narodowego 1943                                                        |
|         | Order Bohatera Pracy Socjalistycznej 1948                                             |
|         | Order Wyzwolenia Narodowego 1943                                                      |
|         | Order Wojennego Sztandaru 1951                                                        |
|         | Order Flagi Jugosłowiańskiej – Gwiazda na Wielkiej Wstędze                            |
|         | Order Flagi Jugosłowiańskiej – ze Złotym Wieńcem                                      |
|         | Order Flagi Jugosłowiańskiej – ze Złotą Gwiazdą na Wstędze                            |
|         | Order Flagi Jugosłowiańskiej – ze Złotą Gwiazdą                                       |
|         | Order Flagi Jugosłowiańskiej – ze Srebrną Gwiazdą                                     |
|         | Order Gwiazdy Partyzanckiej – ze Złotym Wieńcem                                       |
|         | Order Gwiazdy Partyzanckiej – ze Srebrnym Wieńcem                                     |
|         | Order Gwiazdy Partyzanckiej – z Karabinami                                            |
|         | Order Republiki                                                                       |
|         | Order Zasługi dla Ludu – ze Złotą Gwiazdą                                             |
|         | Order Zasługi dla Ludu – ze Srebrnymi Promieniami                                     |
|         | Order Zasługi dla Ludu – ze Srebrną Gwiazdą                                           |
|         | Order Braterstwa i Jedności – ze Złotą Gwiazdą                                        |
|         | Order Braterstwa i Jedności – ze Srebrną Gwiazdą                                      |
|         | Order Ludowej Armii – z Wieńcem Laurowym                                              |
|         | Order Ludowej Armii – ze Złotą Gwiazdą                                                |
|         | Order Ludowej Armii – ze Srebrną Gwiazdą                                              |
|         | Order Pracy – z Czerwoną Flagą                                                        |
|         | Order Pracy – ze Złotym Wieńcem                                                       |
|         | Order Pracy – ze Srebrnym Wieńcem                                                     |
|         | Order Zasługi Wojskowej – z Wielką Gwiazdą                                            |
|         | Order Zasługi Wojskowej – ze Złotymi Mieczami                                         |
|         | Order Zasługi Wojskowej – ze Srebrnymi Mieczami                                       |
|         | Order za Odwagę 1943                                                                  |
|         | Medal za Odwagę 1943                                                                  |
|         | Medal Zasługi dla Ludu 1945                                                           |
|         | Medal Pracy 1945                                                                      |
|         | Medal Cnoty Wojskowej 1951                                                            |
|         | Medal Zasługi 1955                                                                    |
|         | Medal Pamiątkowy Partyzantów 1941 1944                                                |
|         | Medal „Śmierć Faszyzmu – Wolność Narodu” 1965                                         |
|         | Medal 10-lecia Ludowej Armii Jugosłowiańskiej 1951                                    |
|         | Medal 20-lecia Ludowej Armii Jugosłowiańskiej 1961                                    |
|         | Medal 30-lecia Ludowej Armii Jugosłowiańskiej 1971                                    |
|         | Medal 40-lecia Ludowej Armii Jugosłowiańskiej 1981                                    |
|         | Medal 50-lecia Ludowej Armii Jugosłowiańskiej 1991                                    |
|         | Medal 30-lecia Zwycięstwa nad Faszyzmem 1975                                          |
|         | Medal Wybitnych Snajperów 1953                                                        |
|         | Medal Wizyty Prezydenta Tity w Indiach i Birmie 1955                                  |
|         | Medal Zrzeszenia Jugosłowiańskich Bojowników Brygad Międzynarodowych w Hiszpanii 1956 |
|         | Medal UNICEF 1958                                                                     |

## Królestwo Serbów, Chorwatów i Słoweńców/Królestwo Jugosławii(1918/1929–1941)
| Baretka | Nazwa                                                                           |
| ------- | ------------------------------------------------------------------------------- |
| łańcuch | Order Świętego Księcia Łazarza – dla króla i następcy tronu                     |
|         | Order Gwiazdy Jerzego Czarnego – Krzyż Wielki – wer. wojenna                    |
|         | Order Gwiazdy Jerzego Czarnego – Wielki Oficer – wer. wojenna                   |
|         | Order Gwiazdy Jerzego Czarnego – Komandor – wer. wojenna                        |
|         | Order Gwiazdy Jerzego Czarnego – Oficer – wer. wojenna                          |
|         | Order Gwiazdy Jerzego Czarnego – Oficer – wer. wojenna                          |
|         | Order Gwiazdy Jerzego Czarnego – Złoty Krzyż – wer. wojenna                     |
|         | Order Gwiazdy Jerzego Czarnego – Srebrny Krzyż – wer. wojenna                   |
|         | Order Gwiazdy Jerzego Czarnego – Krzyż Wielki – wer. pokojowa                   |
|         | Order Gwiazdy Jerzego Czarnego – Wielki Oficer – wer. pokojowa                  |
|         | Order Gwiazdy Jerzego Czarnego – Komandor – wer. pokojowa                       |
|         | Order Gwiazdy Jerzego Czarnego – Oficer – wer. pokojowa                         |
|         | Order Orła Białego – Krzyż Wielki – wer. wojenna (1915–1945)                    |
|         | Order Orła Białego – Wielki Oficer – wer. wojenna (1915–1945)                   |
|         | Order Orła Białego – Komandor – wer. wojenna (1915–1945)                        |
|         | Order Orła Białego – Oficer – wer. wojenna (1915–1945)                          |
|         | Order Orła Białego – Kawaler – wer. wojenna (1915–1945)                         |
|         | Order Orła Białego – Krzyż Wielki – wer. pokojowa (1883–1945)                   |
|         | Order Orła Białego – Wielki Oficer – wer. pokojowa (1883–1945)                  |
|         | Order Orła Białego – Komandor – wer. pokojowa (1883–1945)                       |
|         | Order Orła Białego – Oficer – wer. pokojowa (1883–1945)                         |
|         | Order Orła Białego – Kawaler – wer. pokojowa (1883–1945)                        |
|         | Order Korony Jugosłowiańskiej – Krzyż Wielki                                    |
|         | Order Korony Jugosłowiańskiej – Wielki Oficer                                   |
|         | Order Korony Jugosłowiańskiej – Komandor                                        |
|         | Order Korony Jugosłowiańskiej – Oficer                                          |
|         | Order Korony Jugosłowiańskiej – Kawaler                                         |
|         | Order Świętego Sawy – Krzyż Wielki                                              |
|         | Order Świętego Sawy – Wielki Oficer                                             |
|         | Order Świętego Sawy – Komandor                                                  |
|         | Order Świętego Sawy – Oficer                                                    |
|         | Order Świętego Sawy – Kawaler                                                   |
|         | Medal za Waleczność 1913                                                        |
|         | Medal Króla Piotra I 1903                                                       |
|         | Medal za Cnotę Żołnierską 1883                                                  |
|         | Krzyż Miłosierdzia 1913                                                         |
|         | Medal Czerwonego Krzyża 1877                                                    |
|         | Medal Pamiątkowy Czerwonego Krzyża za Zasługi Sanitarne podczas Wojny 1876–1878 |
|         | Medal Pamiątkowy Wojny Serbsko-Bułgarskiej 1913                                 |
|         | Medal Pamiątkowy za Oswobodzenie i Zjednoczenie 1914–1918                       |
|         | Medal Pamiątkowy Walk o Wyzwolenie Północnej Jugosławii 1918–1919               |
|         | Medal Pamiątkowy Kampanii Albańskiej 1920                                       |
|         | Medal Pamiątkowy za Wojnę o Wyzwolenie i Zjednoczenie 1914–1918 1920            |
|         | Medal Pamiątkowy 25-lecia Wyzwolenia Południowej Serbii 1937                    |
|         | Medal Zasługi Rolniczej 1930                                                    |
|         | Krzyż Pamiątkowy Wojenny 1941                                                   |